# Albert Hendrickx
Albert Hendrickx, né le 19 juillet 1916 à Kalmthout et mort le 13 mai 1990 à Hasselt, est un coureur cycliste belge. 
Professionnel de 1934 à 1951, il a notamment remporté Paris-Brest-Paris en 1948 et est monté sur le podium de Paris-Roubaix (1937), de Paris-Bruxelles (1939), de Paris-Tours (1943) et de Liège-Bastogne-Liège (1946).

## Palmarès
- 1935
  - 2e de Paris-Hirson
  - 2e du Grand Prix d'Hesbaye
- 1936
  - 3e de Paris-Hénin Liétard
  - 5e du Tour des Flandres
- 1937
  - Anvers-Gand-Anvers
  - 2e de Paris-Roubaix
  - 2e de Bourg-Genève-Bourg
  - 5e de Paris-Tours
  - 6e du Tour des Flandres
  - 6e de Paris-Bruxelles
- 1938
  - Paris-Belfort
  - 2e étape du Tour de Belgique
  - 3e de Tourcoing-Dunkerque-Tourcoing
  - 6e de Paris-Bruxelles
  - 8e du Tour de Suisse
- 1939
  - 2e de Paris-Bruxelles
  - 2e de Paris-Belfort
  - 8e de Paris-Roubaix
  - 10e du Tour des Flandres
- 1940
  - Anvers-Gand-Anvers
  - Circuit des régions flamandes
  - 4e du Tour des Flandres
- 1941
  - 2e du Circuit des régions flamandes
- 1942
  - 9e du Tour des Flandres
- 1943
  - 3e de Paris-Tours
- 1944
  - 8e du Tour des Flandres
- 1946
  - 2e de Liège-Bastogne-Liège
- 1948
  - Paris-Brest-Paris
- 1949
  - Vienne-Graz-Vienne
  - 3e du GP Lede
  - 6e de Bordeaux-Paris

## Résultats sur les grands tours

### Tour de France
- 1936 : 31e
- 1937 : abandon (6e étape)
- 1939 : 26e